# Maria Malicka (Schauspielerin)

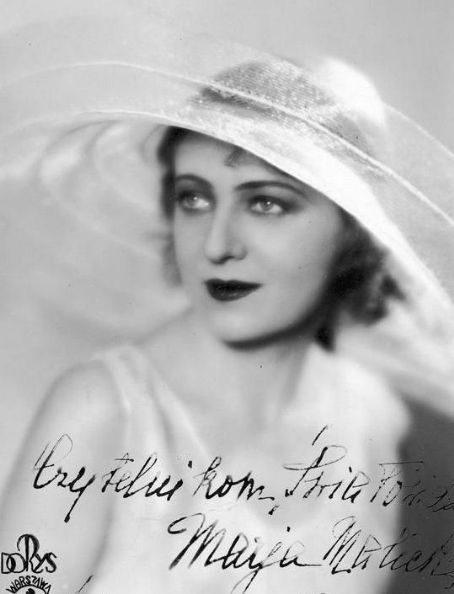
Maria Malicka (vor 1940)

Maria Malicka (* 9. Mai 1900 in Krakau; † 30. September 1992 ebenda) war eine polnische Schauspielerin.

## Leben
Maria Malicka wurde 1900 in Krakau geboren, das damals zu Österreich-Ungarn gehörte. Ihr Vater war Techniker im Słowacki-Theater, in dem Maria schon als Kind spielte. Sie studierte später an der Schauspielschule des Musikinstituts und legte 1920 die Prüfung des Verbandes der polnischen Bühnenkünstler Związek Artystów Scen Polskich (ZASP) ab. Sie spielte nun am Słowacki-Theater und wurde dann Ensemblemitglied des Bagatela-Theaters, an dem sie bis 1923 blieb. Danach ging sie nach Warschau und spielte dort am Polnischen Theater, am Nationaltheater und am Sommertheater.
Während der deutschen Besatzung kellnerte sie im (Schauspiel-)Café „U Aktorek“ und trat zwischen 1941 und 1944 im offenen Komödientheater auf. Nach Ende des Kriegs erhielt Malicka von der ZASP eine Strafe wegen ihrer Arbeit im offenen Theater und ihrer Beziehungen zu den Deutschen. Sie spielte danach nie wieder in Warschau. Spätere Stationen ihrer Theaterlaufbahn waren Szczecin, Bielsko und Łódź, ab 1957 dann wieder im Słowacki-Theater in Krakau, an dem sie bis zu ihrer Pensionierung im Jahr 1971 blieb.
Maria Malicka spielte auch in Kinofilmen, ihre Leinwandkarriere war allerdings nur von kurzer Dauer. So spielte sie in insgesamt knapp zehn Filmen, wovon bis auf einen alle in der Zeit zwischen 1927 und 1936 entstanden.
Malicka war von 1929 bis 1947 mit Zbigniew Sawan (1904–1984) verheiratet. Sie starb im Alter von 92 Jahren und wurde auf dem Friedhof Rakowicki in ihrer Heimatstadt beigesetzt.

## Filmografie
- 1927: Mogiła nieznanego żołnierza
- 1927: Zew morza
- 1928: Dzikuska
- 1929: Szlakiem hańby
- 1930: Janko Muzykant
- 1930: Wiatr od morza
- 1931: Uwiedziona
- 1931: Niebezpieczny raj
- 1936: Pan Twardowski
- 1966: Bariera